# توشیو سوزوکی (راننده مسابقه)
توشیو سوزوکی (Suzuki Toshio, ژاپنی: 鈴木 利男؛ زادهٔ ۱۰ مارس ۱۹۵۵ در سایتاما) رانندهٔ سابق مسابقات اتومبیل‌رانی اهل ژاپن است که در فصل ۱۹۹۳ در مجموع در دو گراند پری از مسابقات جهانی فرمول یک شرکت کرد، اما موفق به کسب هیچ امتیازی نشد.